# لقمان بن شبة
الصحابي لُقْمَان بن شَبة هو أبو حِصْن لُقْمَان بن شَبة بن مُعَيْط بن مَخْزُوم بن مَالِك بن غَالِب بن قُطَيْعة بن عَبْس الغطفاني ويقال: أَبو حصين لقمان بن شَبة بن مُعَيط العَبْسي.
هو صحابي وأحد التسعة الذين وفدوا على النبيّ صَلَّى الله عليه وسلم، من المهاجرين الأولين، ومنهم: سباع بن زيد بن قنزعة العبسي. قال عروة ابن أُذَيْنَة الليثي: قدم وفد عَبْس؛ وهم تسعة، فنزلوا دار رملة بنت الحَدَث، فأخبر بهم رسول الله صَلَّى الله عليه وسلم، فأرسل إليهم بضيافة وحباهم، ثم راحوا إلى المسجد فجلسوا مع رسول الله صَلَّى الله عليه وسلم، وراحُوا وَغَدَوا، فبلغ رسول الله صَلَّى الله عليه وسلم، أن عيرًا لقريش أقبلت من الشام، فبعثهم في سرية وعقد لهم لواء، فقالوا: يا رسول الله، كيف تَقْتَسِمُ غنيمة أن أصبناها ونحن تسعة فقال: «أنا عاشركم» وجعل شعارهم عشرة، قال: وجعلت الولاة اللواء الأعظم؛ لواء الجماعة والإمام لبني عبس ليست لهم راية.
وروى هشام بن محمد بن السائب عن أبيه قال: كان تسعة نفر من بني عبس قدموا على رسول الله صَلَّى الله عليه وسلم، فقال: «أبغوني عاشرًا أعقد لكم»، فأدخلوا طَلحة بن عبيد الله التيمي معهم، فَعَقَدَ لهم وجعل شِعارهم عشرة، فحتى اليوم شعار بني عَبْس عشرة. وروى عبد الله بن وابصة العبسي عن أبيه عن جَده قال: جَعل رسول الله صَلَّى الله عليه وسلم، شعار بني عبس عشرة، وأوصى أبو بكر الصديق، وعمر بن الخطاب أمراء المسلمين بالشام إذا حضرت بنو عبس، ولحم الأمر دفع إليهم اللواء الأعظم.
قال عطية بن قيس: كان إذا حضر القتال، تجيء بنو عبس حتى يأخذوا اللواء لا ينازعهم فيه أحد.